# Ruby (ca sĩ Ai Cập)
 Rania Hussein Mohammed Tawfik  (tiếng Ả Rập: رانيا حسين محمد توفيق [ˈɾɑnjɑ ħeˈseːn mæˈħæm.mæd tæwˈfiːʔ]; sinh ngày 08 Tháng Mười 1981), được gọi là Ruby (tiếng Ả Rập: روبى [ˈɾuːbi], đôi khi được phiên âm là Roubi), là một ca sĩ, diễn viên và người mẫu của Ai Cập đã nổi tiếng với đĩa đơn đầu tay "Enta Aref Leih" ("Anh có biết tại sao không?") Vào năm 2003.

## Tiểu sử

### Sự nghiệp âm nhạc
Video âm nhạc đầu tiên của đĩa đơn đầu tay "Enta Aref Leih" (2003), được đạo diễn bởi Sherif Sabri và đã thành công trên hầu hết các đài truyền hình vệ tinh ở Trung Đông vào mùa hè năm 2003. Ruby bị giới truyền thông chỉ trích vì xuất hiện trong trang phục khiêu khích của một vũ công múa bụng trong video âm nhạc của bài hát. Bất chấp những lời chỉ trích này, đĩa đơn thành công đã đưa Ruby vào ánh đèn sân khấu.
Video thứ hai của Ruby được phát hành vào đầu năm 2004. Video có tựa đề "Leih Beydary Kedah" (Tại sao anh ấy che giấu cảm giác của mình như thế này?)  và được đạo diễn bởi Sherif Sabri; video một lần nữa cũng có cảnh khiêu khích. Video âm nhạc thứ ba của cô "El Gharaam (Koll Amma A'ollo Ah)" được kèm theo các clip từ bộ phim của Ruby, Saba 'Wara'aat Kotcheena (7 Thẻ bài). Bộ phim đã bị cấm bởi chính phủ của một số quốc gia Ả Rập do sử dụng các chủ đề khiêu dâm.
Ruby đã được hỏi trong nhiều cuộc phỏng vấn về phong cách khêu gợi và những động tác phản cảm của cô, và cô trả lời rằng cô không coi mình là một biểu tượng sex. Cô cũng bị đồn sẽ kết hôn với người quản lý của mình, Sherif Sabri, nhưng cả hai đều phủ nhận tin đồn này.
Năm 2008, cô phát hành đĩa đơn Yal Ramoush (Lông mi tuyệt vời). Cô cũng là người đã hát bài hát chủ đề của Al Wa3d Movie Awwel Marra 

## Danh sách đĩa hát
- Eba'a Abelni (2004)
- Meshit Wara Ehsasy (مشيت ورا إحساسى 2007)

## Đóng phim
| Năm  | Phim ảnh                 | Tên tiếng Việt                      | Ghi chú                                                                       |
| ---- | ------------------------ | ----------------------------------- | ----------------------------------------------------------------------------- |
| 2000 | Phim Saqafi              | Phim văn hóa                        |                                                                               |
| 2001 | Sokoot Hansawwar         | Im lặng, chúng tôi lăn              |                                                                               |
| 2004 | Sabaa 'Waraqat Kotsheena | 7 thẻ                               |                                                                               |
| 2008 | Le cục El BabyDoll       | Đêm búp bê                          |                                                                               |
| 2008 | Al waad                  | Lời hứa                             |                                                                               |
| 2010 | Al Shawq                 | Khát khao                           | Giành giải thưởng Kim tự tháp Vàng từ Liên hoan phim quốc tế Cairo lần thứ 34 |
| 2013 | Al Harami Wal Abeet      | Kẻ trộm và kẻ ngốc                  |                                                                               |
| 2016 | Al Hafla                 | Bữa tiệc                            |                                                                               |
| 2017 | Al Kanz                  | Kho báu: Sự thật và Trí tưởng tượng |                                                                               |